# Boží muka (Valtice)

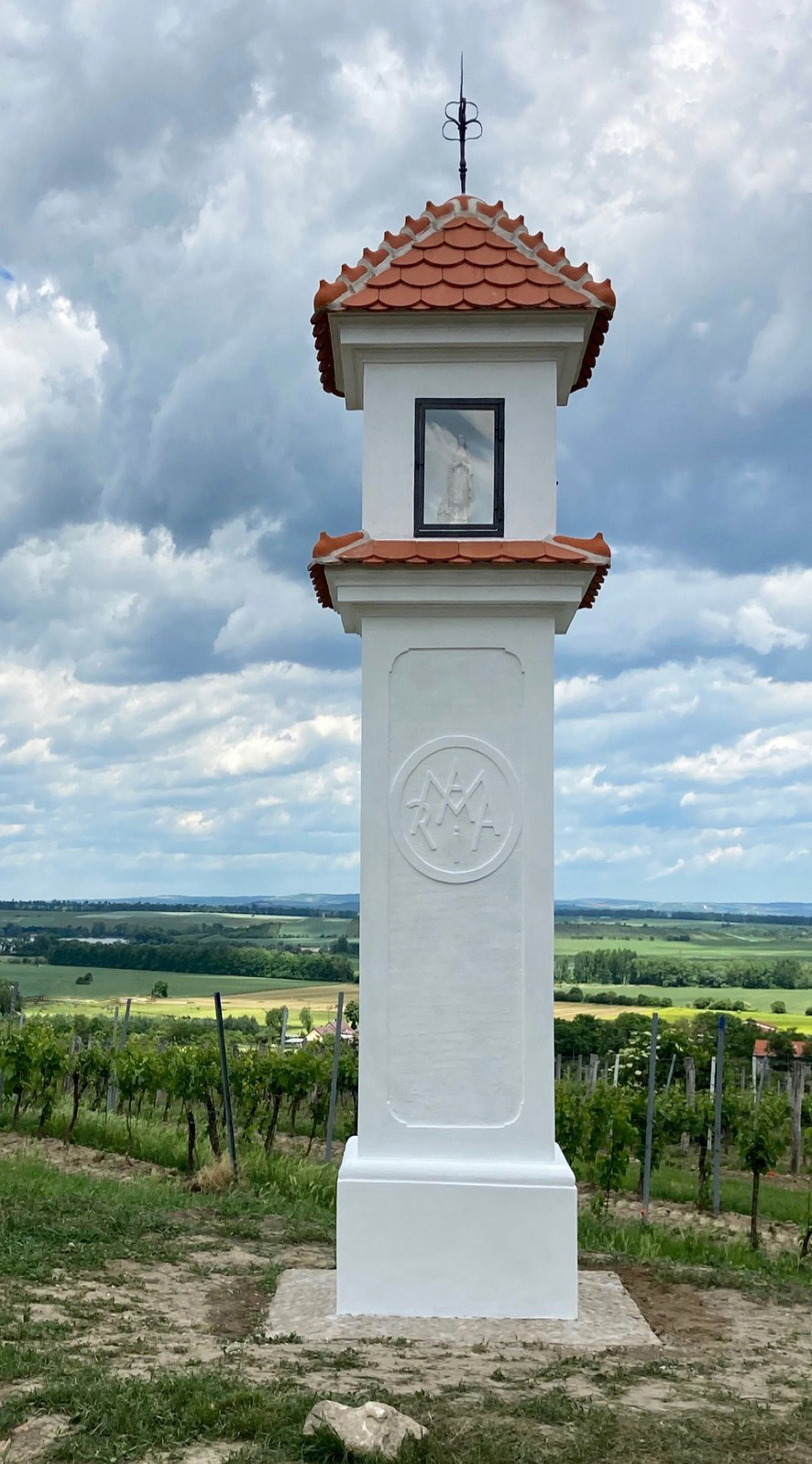
Fotografie

Boží muka ve Valticích se nachází u silnice směrem na Úvaly. Od 3. května 1958 jsou památkově chráněna.

## Historie
Boží muka byla postavena na konci 18. století neznámým umělcem. Další informace ohledně kapličky se nacházejí v kronice valtického konventu řádu milosrdných bratří. V ní se uvádí, že původními majiteli pozemku, na kterém boží muka stála, byli manželé Anna a Leopold Andlovi. Ti uzavřeli smlouvu o výměně pozemku s konventem v druhé polovině roku 1933. Ten postoupil ze své stavební parcely ze zastávky nádražní při lednické silnici a na oplátku klášter získal 2 hektary, 22 arů a 58 m2 půdy směrem k Úvalům.

Znak milosrdných bratří granátové jablko s křížem a šesticípou hvězdou na straně božích muk

Tato výměna byla provedena za převoriátu Josua Šalamouna částečně proto, že řádové pozemky se nacházely v městské zástavbě a vznikaly tak neustálé škody a ztráty. Mimoto také polím stínily vysoké stromy a ta nepřinášela téměř žádný užitek, proto byly odprodány jako stavební parcely.
Boží muka nebyla v dobrém stavu. Byla otlučená, okénka rozbitá a křížek zlomený. Nový převor, Petronius Válek, ji nechal opravit a následně vysvětit 20. září 1934. Světitelem byl konventní kněz a katecheta českých škol valtických Josef Bělohlávek. Svěcení se také zúčastnil prostějovský převor Homobonus Kyovský, který při této příležitosti daroval tři sošky: sv. Josefa, Nejsvětější Srdce Ježíšovo a Pannu Marii, které byly vystaveny ve výklencích božích muk. Opravy konvent vyšly přibližně na 1.000 Kčs. Tehdy vznikla její jedinečná výzdoba. Muka byla vyzdobena plastickým kruhem s iniciálami "MARIA", řádovým znakem milosrdných bratří, a to granátovým jablkem s křížem a šesticípou hvězdou. Přes kříž vedla stuha s nápisem "INSIGNE ORDINIS S. JOANNES DE DEO" a na další straně muk byl ještě nápis "ReN[O]V[ATUM] 1934".
Po zrušení církevních řádů komunisty byl zabaven všem řádům jejich movitý i nemovitý majetek. Boží muka byla následně přidělena společně s pozemkem Školnímu statku ve Valticích. Poslední známou informací je, že boží muka byla přidána do chráněných památek 3. května 1958, avšak další osudy nejsou známy.
Tato památka upadla delší dobu do zapomnění, než byla v roce 2021 řádu věnována městem Valtice. Boží muka byla lehce zanedbaná a dochovala se socha pouze Panny Marie. Ihned po darování nechal převor milosrdných bratří br. Martin Macek, OH zpracovat návrh památkové obnovy. Opravy probíhaly v letních měsících 2022 za pomoci restaurátorské firmy S: LUKAS s. r. o. Do výklenků božích muk byla vrácena socha Panny Marie a do zbylých byly dány obrazy světců sv. Jana z Boha, patrona nemocných a milosrdných bratří, a sv. Urbana, patrona vinařů. Autorem obrazů je Libor Jaroš.
Požehnání opravených Božích muk se zhostil místní farář Mons. Karel Janoušek v neděli 18. září 2022.